# الزياعي (المخادر)

تعديل مصدري - تعديل

الزياعي هي إحدى قرى عزلة المحرم بمديرية المخادر التابعة لمحافظة إب، بلغ تعداد سكانها 289 نسمة حسب تعداد اليمن لعام 2004.